# Farum Sø
Farum Sø – jezioro w Danii.

## Położenie
Farum Sø leży we wschodniej części Zelandii – około 20 kilometrów na północny zachód od centrum Kopenhagi – pomiędzy miastami Farum (graniczącym z jeziorem od północy) i Værløse (położonym od niego na południe). Zawarte jest w obszarze gminy Furesø w Regionie Stołecznym.
Na jeziorze znajdują się dwie małe wyspy: Svaneholm oraz Klaus Nars Holm.

## Morfometria
Farum Sø ma powierzchnię 126 hektarów i jest trzecim pod tym względem jeziorem w dorzeczu Mølleåen – jednego z zasilających je cieków. Lustro jeziora znajduje się 20 m n.p.m. Średnia głębokość jeziora wynosi 6,3 m, maksymalna zaś – 14,7 m. Objętość jest równa 7,9 mln m³. Czas retencji wody w jeziorze wynosi od roku do 2 lat.

## Przyroda
W Farum Sø żyje wiele gatunków ptaków, m.in. gągoł, czernica i tracz nurogęś. Latem można niekiedy zaobserwować błotniaka stawowego, natomiast wiosną i jesienią – rybołowa.
W jeziorze występuje duża liczba ryb drapieżnych, zwłaszcza dużych okoni i szczupaków.

## Ochrona przyrody
Farum Sø wraz z leżącym na wschodzie Furesø oraz położonymi w ich sąsiedztwie bagnami jest objęty ochroną w ramach programu Natura 2000 jako obszar specjalnej ochrony ptaków, którego łączna powierzchnia wynosi 1292 ha. Występują na nim takie gatunki ptaków, jak: zimorodek zwyczajny, czernica, bąk zwyczajny, błotniak stawowy, dzięcioł czarny, nurogęś, rybołów i kropiatka. 
Ponadto Farum Sø i Furesø wraz z doliną Mølleåen i położonymi w niej jeziorami Bastrup Sø i Buresø stanowią obszar specjalnej ochrony siedlisk. Na terenie tym, o powierzchni wynoszącej 1987 ha, ochronie podlegają kreślinek nizinny, zalotka większa, traszka grzebieniasta, poczwarówka zwężona i poczwarówka jajowata. 

## Turystyka
Pływanie w Farum Sø jest dozwolone. Na brzegu nieopodal Farumgård znajduje się kąpielisko. 
Zabronione jest poruszanie się łodziami motorowymi.
Wokół jeziora wiedzie dziesięciokilometrowa ścieżka turystyczna (Farum Søsti).  